# Кульчицкий, Михаил Валентинович
Михаил Валентинович Кульчицкий (22 августа 1919, Харьков — 19 января 1943) — русский советский поэт.

## Биография
Родился в Харькове в 1919 году в семье адвоката, бывшего офицера 12-го драгунского Стародубского полка, Валентина Михайловича Кульчицкого, автора нескольких книг стихов и прозы. Первое стихотворение было опубликовано в 1935 году в журнале «Пионер». Учился в школе № 1 восемь классов. Окончив десятилетнюю школу № 30, работал плотником, чертёжником на Харьковском тракторном заводе. Поступив в Харьковский университет, через год перевёлся на второй курс Литературного института им. Горького (семинар Ильи Сельвинского). Учась, давал уроки в одной из московских школ. В 1941 году Кульчицкий ушёл служить в истребительный батальон. В середине декабря 1942 года окончил пулемётно‑миномётное училище, получил звание младшего лейтенанта.
19 января 1943 года командир миномётного взвода младший лейтенант Михаил Кульчицкий погиб в бою под селом Трембачёво Луганской области при наступлении от Сталинграда в район Харькова (1178-й стрелковый полк, 350-я стрелковая дивизия, 6-я армия, Юго-Западный фронт). Захоронен в братской могиле в селе Павленково Новопсковского района Луганской области России. Имя поэта выбито золотом на 10-м знамени в Пантеоне Славы Волгограда.
Казак В., Лексикон русской литературы XX века:

В его ранних стихах отразился комсомольский восторг перед событиями революции, которая воплотилась для него в образе Щорса, поскольку тот погиб в день рождения Кульчицкого. Поэт настаивал на продолжении революционных волнений. Фронтовые стихи Кульчицкого в основном не сохранились, но из некоторых — на тему о военной готовности — вырисовывается постепенное осознание предстоящего мрака и ужаса. Юношеская жертвенность сочетается у него с верой в собственное поэтическое слово.
В стихотворении «На дружбу», впервые опубликованном 17 декабря 1960 года, Михаил Кульчицкий писал:
Это было — август. Я родился
В день, когда убили в поле Щорса.
Я узнаю в бытии: последний
Вздох его не был ли моим первым?
В действительности, Михаил Кульчицкий родился 22 августа 1919 года, а Николай Александрович Щорс погиб через восемь дней — 30 августа 1919 года.

## Издания

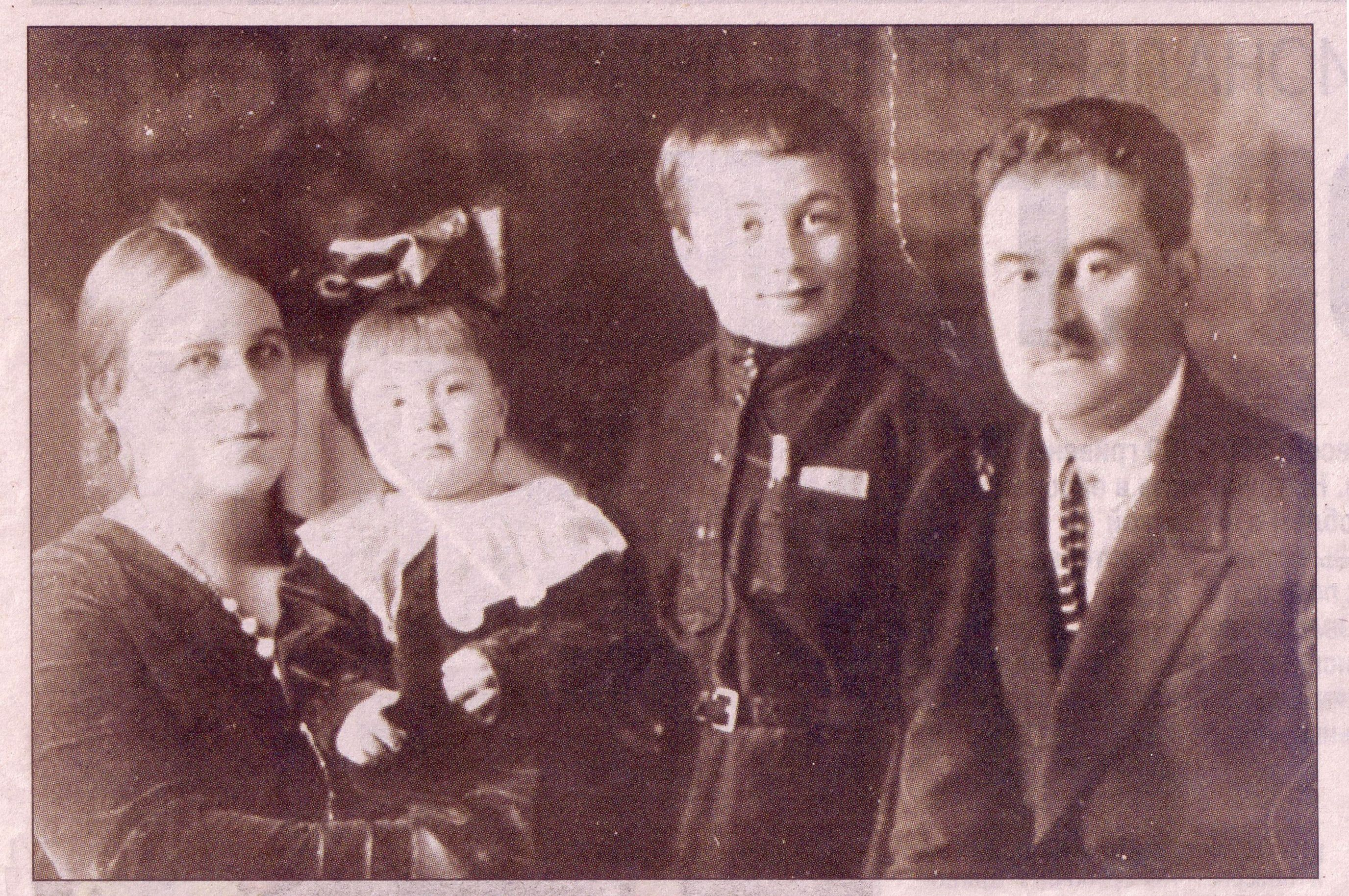
Миша, его мать, младшая сестра Ольга и отец в конце 1920-х годов

### Книги
- Кульчицкий Михаил. Молодість. — Харків: Видання ХДУ, 1939.
- Кульчицкий Михаил. Самое такое. — Харьков: Прапор, 1966.
- Кульчицкий Михаил. Рубеж. — М.: Молодая гвардия, 1973. — 32 с., 50 000 экз.
- Кульчицкий Михаил. Вместо счастья: Стихотворения. Поэмы. Воспоминания о поэте. / Сост., подгот. текста и прим. О. В. Кульчицкой и М. М. Красикова. — Харьков: Прапор, 1991.

### В коллективных сборниках
- День поэзии 1956. Альманах. — М.: Московский рабочий, 1956.
- Стихи остаются в строю. — М.: Советский писатель, 1958.
- День поэзии 1963. Альманах. — М.: Советский писатель, 1963.
- Сквозь время. — М.: Советский писатель, 1964.
- Советские поэты, павшие на Великой Отечественной войне. (Библиотека поэта. Большая серия) — М.—Л.: Советский писатель, 1965.
- La Poesie Russe. Anthologie reunie et publie la direction de ELSA TRIOLET. — Paris: Editions Seghers, 1965.
- Имена на поверке. — Мурманское книжное издательство, 1966.
- День поэзии 1966. Альманах. — М.: Советский писатель, 1966.
- Строки, добытые в боях. — М.: Детская литература, 1969.
- Советские поэты, павшие на Великой Отечественной войне. (Новая библиотека поэта. Большая серия) — СПб.: Академический проект, 2005.

## Цитаты
Самыми известным стихотворением Михаила Кульчицкого являются строки, написанные им незадолго до гибели. Финал стихотворения, несомненно, стал одним из символов Великой Отечественной войны:
Мечтатель, фантазёр, лентяй-завистник!

Что? Пули в каску безопасней ка́пель?

И всадники проносятся со свистом

вертящихся пропеллерами сабель.

Я раньше думал: «лейтенант»

звучит «Налейте нам!»

И, зная топографию,

он топает по гравию.

Война — совсем не фейерверк,

а просто — трудная работа,

когда, черна от пота, вверх

скользит по пахоте пехота.

Марш!

И глина в чавкающем топоте

до мозга костей промерзших ног

наворачивается на чоботы

весом хлеба в месячный паёк.

На бойцах и пуговицы вроде

чешуи тяжёлых орденов.

Не до ордена.

Была бы Родина

с ежедневными Бородино.

26 декабря 1942, Хлебниково-Москва

Оно звучит в исполнении Бориса Слуцкого в сцене вечера в Политехническом музее в фильме Марлена Хуциева «Застава Ильича» (последняя строчка передана так: «…пусть хоть после ста Бородино»; а в третьей строфе: «ползёт по пахоте пехота…». Кроме того, это стихотворение, положенное на музыку Владимиром Мулявиным, исполнялось ВИА «Песняры» («Война совсем не фейерверк»).
- Вообще Кульчицкий сделал бы, наверное, всё то, чем впоследствии прославились и Вознесенский, и его антиподы из лагеря деревенских «формотворцев», у него всё можно найти: и фантастическую ассоциативность, и глубокую звукопись, строчка «скользит по пахоте пехота» до сих пор вызывает зависть нынешних музыкантов языка… Уважаемые «музыканты языка»! Я предвижу, что ваша зависть возрастет ещё больше, потому что звукопись у Кульчицкого гораздо лучше, чем у его непрошеных редакторов: «спешит по пахоте пехота» — Лев Аннинский.
- «Может быть, был потенциально самым талантливым из всех молодых поэтов, которых у русской поэзии безвременно отняла война. У Кульчицкого был на редкость широкий замах, своя раскованная мощная интонация…» — Евгений Евтушенко.
- Товарищ юности Кульчицкого Борис Слуцкий написал о нём чеканные стихи[6]:

Рождённый пасть на скалы океана,

он занесён континентальной пылью

и хмуро спит в своей глуши степной.

Я не жалею, что его убили.

Жалею, что его убили рано —

Не в третьей мировой, а во второй.

## Память
- В 1989 году на доме, где родился и вырос поэт (ул. Грековская 9 / пер. Ващенковский, 2), была установлена мемориальная доска. Барельеф и отлитые в металле знаменитые строки «Самое страшное в мире — это быть успокоенным» провисели ровно 10 лет. В 1999 году мемориальная доска была уничтожена неизвестными вандалами. Открытие восстановленной доски совершал поэт Евгений Евтушенко.

- Имя Михаила Кульчицкого выбито на мемориальной доске, установленной в здании Литературного института (Тверской бульвар, 25) в память о студентах Литературного института имени А. М. Горького, погибших на фронтах Великой Отечественной войны[7].